# Коттедж-Гроув (містечко, Вісконсин)
Коттедж-Гроув (англ. Cottage Grove) — місто (англ. town) в США, в окрузі Дейн штату Вісконсин. Населення — 3791 особа (2020).

## Демографія
Згідно з переписом 2010 року, у місті мешкало 3875 осіб у 1463 домогосподарствах у складі 1170 родин. Було 1495 помешкань
Расовий склад населення:
| - 96,0 % — білих - 1,5 % — азіатів - 0,8 % — чорних або афроамериканців - 0,2 % — корінних американців |

До двох чи більше рас належало 1,3 %. Частка іспаномовних становила 1,7 % від усіх жителів.
За віковим діапазоном населення розподілялося таким чином: 22,2 % — особи молодші 18 років, 67,0 % — особи у віці 18—64 років, 10,8 % — особи у віці 65 років та старші. Медіана віку мешканця становила 45,2 року. На 100 осіб жіночої статі у місті припадало 109,0 чоловіків;  на 100 жінок у віці від 18 років та старших — 105,9 чоловіків також старших 18 років.
Середній дохід на одне домашнє господарство  становив 109 892 долари США (медіана — 93 652), а середній дохід на одну сім'ю — 125 076 доларів (медіана — 104 688). Медіана доходів становила 65 278 доларів для чоловіків та 48 421 долар для жінок. За межею бідності перебувало 5,4 % осіб, у тому числі 5,5 % дітей у віці до 18 років та 7,4 % осіб у віці 65 років та старших.
Цивільне працевлаштоване населення становило 2309 осіб. Основні галузі зайнятості: освіта, охорона здоров'я та соціальна допомога — 31,3 %, виробництво — 10,4 %, будівництво — 10,2 %.